# Wolfgang Plat
Wolfgang Plat (* 11. September 1923; † 1. März 1995 in Hamburg) war ein deutscher Historiker und Dokumentarfilmer.

## Leben
Plat war Dr. jur., Regisseur und als Publizist tätig. Er hat mehrere Sachbücher veröffentlicht und lebte in Hamburg.

## Veröffentlichungen
- Die Stellung der deutschen Sozialdemokratie zum Grundsatz der Gleichberechtigung der Frau auf dem Gebiet des Familienrechts bei der Schaffung des Bürgerlichen Gesetzbuches des Deutschen Reiches. Berlin 1966 (Dissertation, Humboldt-Universität zu Berlin, 1966).
- Begegnung mit den anderen Deutschen. Gespräche in der Deutschen Demokratischen Republik. Rowohlt, Reinbek 1969.
- Die Familie in der DDR. S. Fischer, Frankfurt am Main 1972.
- Polnische Gegenwart. Interviews und Reportagen. S. Fischer, Frankfurt am Main 1973.
- Deutsche und Polen. Aus der Geschichte der deutsch-polnischen Beziehungen. Pahl-Rugenstein, Köln 1980.
- Deutsche Träume oder der Schrecken der Freiheit: Aufbruch ins 19. Jahrhundert. Econ, Düsseldorf 1981.
- Bei den Leuten von Nowgorod (= Sowjetunion aus erster Hand). Progress, Moskau 1982.
- Attentate. Eine Sozialgeschichte des politischen Mordes. Econ, Düsseldorf 1982.
- Die langen Finger der Hohenzollern. Preussens Marsch an Deutschlands Spitze. Econ, Düsseldorf 1985.
- Wolfgang Plat (Hrsg.): Voll Leben und voll Tod ist diese Erde. Bilder aus der Geschichte der Jüdischen Österreicher. Mit Beiträgen u. a. von Barbara Coudenhove-Kalergi, Walter Grab, Pinchas Lapide, Andreas Maislinger, Erika Weinzierl und Simon Wiesenthal. Herold, Wien 1988, ISBN 3-7008-0378-8.
- Die Reise nach Danzig. Mit Daniel Chodowiecki durch Pommern. Zeichnungen des Künstlers zur Danziger Reise, Fotos vom Verfasser. Walter E. Keller, Treuchtlingen 1994.